# Heliosia punctinigra
Heliosia punctinigra är en fjärilsart som beskrevs av Rudolph van Eecke 1920. Heliosia punctinigra ingår i släktet Heliosia och familjen björnspinnare. Inga underarter finns listade i Catalogue of Life.